# 三菱UFJリサーチ&コンサルティング
三菱UFJリサーチ&コンサルティング株式会社（みつびしユーエフジェイリサーチアンドコンサルティング）は、東京都港区虎ノ門に本社を置く、三菱UFJフィナンシャル・グループに属する日本のシンクタンク。略称はMURC。
著名な研究者・エコノミスト・政界人を多数輩出していることでも知られ、政策研究・提言、マクロ経済調査、コンサルティング、グローバル経営サポート、セミナー等を通じた人材育成支援など、国内外にわたる幅広い事業分野において多様なサービスを展開している。他の多くのシンクタンクがシステムコンサルティングやシステム構築を事業の主力とする中で、同社はシステム開発部門を持たない純粋なシンクタンクである。
五大シンクタンク（日本総合研究所、野村総合研究所、三菱総合研究所、三菱UFJリサーチ&コンサルティング、みずほリサーチ&テクノロジーズ）の一つ。

## 概要
三和銀行と東海銀行の合併に伴い、2002年4月に両行のシンクタンク部門である三和総合研究所と東海総合研究所が合併し、UFJ総合研究所として発足した。
さらに、UFJ銀行と東京三菱銀行の合併による三菱東京UFJ銀行（現：三菱UFJ銀行）の成立に伴い、2006年1月にUFJ総合研究所、ダイヤモンドビジネスコンサルティング、東京リサーチインターナショナルの三社が合併し、現在の体様となった。
旧三菱銀行・旧東海銀行・旧三和銀行系列であった流れを汲み、東京・名古屋・大阪の3大拠点それぞれに経営コンサルティングとシンクタンクの機能を持っている。
また、旧東京銀行系列で培った国際業務のノウハウを生かし、グローバル、中でもアジア地域を対象としたコンサルティングや経営サポートに強みを持つ。アジアで事業を展開する企業、内外政府関係機関、金融機関など、多くのクライアントを抱えている。
旧三菱銀行系列及び旧三和銀行系列であったことから三菱グループと三和グループに属するが、みどり会にのみ参加しており三菱金曜会・三菱広報委員会・三水会には未加盟である。

## 沿革
- 1985年10月 - 株式会社三和総合研究所設立。
- 1989年11月 - 『XXXX年 日本はこうなる』を創刊（毎年秋に発行）。
- 2001年11月 - ISO14001（環境マネジメントシステム規格）の認証を取得。
- 2002年4月 - 株式会社UFJ総合研究所設立（株式会社三和総合研究所と株式会社東海総合研究所が合併）。
- 2005年11月 - 大阪事業所を移転（大阪市中央区今橋 トレードピア淀屋橋）。
- 2006年
  - 1月 - 三菱UFJリサーチ&コンサルティング株式会社設立（株式会社UFJ総合研究所、ダイヤモンドビジネスコンサルティング株式会社、株式会社東京リサーチインターナショナルが合併）。
  - 10月 - プライバシーマーク認定を取得。
- 2007年
  - 1月 - 機関誌『季刊 政策・経営研究』を創刊 （年4回発行）。
  - 3月 - 大学生・大学院生を対象とした第1回懸賞論文を募集。
  - 4月 - 投資調査部を三菱UFJ証券（現・三菱UFJ証券ホールディングス）に移管。
  - 7月 - 本社を東京都港区港南に移転し、東京地区の事業所を集約。
- 2008年
  - 10月 - 次世代育成支援認定マーク「くるみん」を取得。
  - 12月 - 『MURCビジネスシリーズ』（ダイヤモンド社）を創刊。
- 2011年10月 - 本社を移転（東京都港区虎ノ門オランダヒルズ森タワー）。
- 2012年8月 - 大阪事業所を移転（大阪市北区梅田 ハービスOSAKA）。
- 2013年7月 - 名古屋事業所を移転（名古屋市東区葵 マザックアートプラザ）。

## 主な事業
- コンサルティング事業 (Corporate Strategy Consulting)
  - 大企業から中堅・中小企業に至る幅広いクライアントに対し、経営戦略・人事戦略・マネジメントシステムを中心とした総合的なコンサルティングサービスを提供している。また、必要に応じてMUFGグループ及びグループ関連会社、提携専門機関を活用し、実効性のあるソリューションを提供している。
- 国際事業 (International Business)
  - 豊富な国際業務のノウハウと専門性の高いスタッフにより、国際業務を展開する大企業、内外政府関係機関、金融機関等に対し、グローバル戦略展開の戦略企画レベルから実務レベルまで、幅広いサービスを提供している。また、専門コンサルタントがクライアントの海外プロジェクトスタッフとして、総合的にサポート・コンサルティングを提供している。
- 政策研究事業 (Policy Research and Consulting)
  - 官公庁・地方自治体を中心として、民間企業や団体等、様々な事業主体の直面している諸課題の解決に向け、調査研究、戦略構築、施策立案の支援を行っている。
- 人材開発事業 (Human Resources Development Business)
  - 公開セミナー　MUFGビジネスセミナー（スケットセミナー）の開催や、国内外ビジネスに役立つ各種セミナーを東京、名古屋、大阪の三拠点で開催している。
- 会員事業 (Membership Services)
- マクロ経済調査 (Economic Research)

## 主な刊行物
- 『季刊 政策・経営研究』（年4回発行）
- 『XXXX年 日本はこうなる』（毎年秋に発行）
- 『経営実務シリーズ』
- 『調査レポート』

## 著名なエコノミスト等
- 五十嵐敬喜 - 元・研究理事
- 内田俊宏 - 元・調査部主任研究員、現；中京大学客員教授
- 大薗治夫 - 元・上席エコノミスト、元上海総領事
- 恩田達紀 - 元・プリンシパルグローバルコンサルティング部長
- 片岡剛士 - 元・経済政策部上席主任研究員、元：日本銀行政策委員会審議委員、現：PwCコンサルティング合同会社チーフエコノミスト
- 川井栄一 - 元・人材育成支援室長　チーフインストラクター
- 嶋中雄二 - 元・投資調査部長、現：三菱UFJ証券景気循環研究所所長
- 中谷巌 - 元・理事長、現：一橋大学名誉教授
- 林正義 - 元・三和総合研究所、現：東京大学大学院経済学研究科教授
- 原田和明 - 元・三和総合研究所理事長
- 藤本祐司 - 元・三和総合研究所、元：参議院議員（民主党）、現：東海大学観光学部長
- 細野豪志 - 元・三和総合研究所、現：衆議院議員（自民党）
- 水上貴央 - 元・三和総合研究所、現：弁護士、再エネ事業を支援する法律実務の会理事長
- 水谷研治 - 元・東海総合研究所社長・会長・理事長、現：中京大学名誉教授
- 森永卓郎 - 元・経済・社会政策部長、現：獨協大学経済学部教授
- 矢部謙介 - 元・三和総合研究所、現：中京大学国際学部教授
- 渡辺秀和 - 元・三和総合研究所、現：コンコードエグゼクティブグループ設立者・社長